# دایره سنگی بوسکاوین ( اون )
بوسکاوین - اون (به انگلیسی: Boscawen-Un) یک دایره سنگی عصر برنز نزدیک به کورنوال، انگلستان است. این حلقه شامل نوزده سنگ بیضی بصورت قائم یا ایستاده‌است همراه با سنگی دیگر متمایل به وسط درست در جنوب مرکز آن. یک شکاف رو به غرب در دایره وجود دارد که ممکن است یک ورودیبوده باشد. قطر دایره بیضوی ۲۴٫۹ و ۲۱٫۹ متر (۸۲ و ۷۲ فوت) است.
توسط گورث کرنوو در سال ۱۹۲۸ کشف شد.

## محل
در جنوب غربی کورنوال، در منطقه پنویت در شمال سنت برایان، در کنار جاده A30 پنزاس به لند ایند قرار دارد. دایره سنگی رامی توان از دریا دید. بوسکاوین (اون) یک نام کورنیشی است، از دو کلمه bos (مزرعه) و scawen (درخت پیر یا پیر). پسوند Un نشان دهنده چراگاه مجاور است؛ بنابراین، این نام به عنوان چراگاه یا مزرعه در کنار درخت توت شناخته می‌شود.

## سازه
این دایره سنگی از یک سنگ ایستاده مرکزی تشکیل شده‌است که توسط ۱۹ سنگ دیگر احاطه شده‌است، از جمله ۱۸ سنگ ساخته شده از گرانیت خاکستری و یک سنگ از کوارتز روشن، که یک بیضوی با محورهای ۲۴٫۹ متر و ۲۱٫۹ متر را ترسیم می‌کند.
موقعیت سنگ کوارتز در جنوب غربی سازه است که ممکن است جهت احتمالی خورشید هنگام حرکت به سمت جنوب بعد از سامهین را نشان دهد. در لبه شمال شرقی دایره سنگی دو سنگ در زمین وجود دارد که احتمالاً محل دفن بوده‌است.

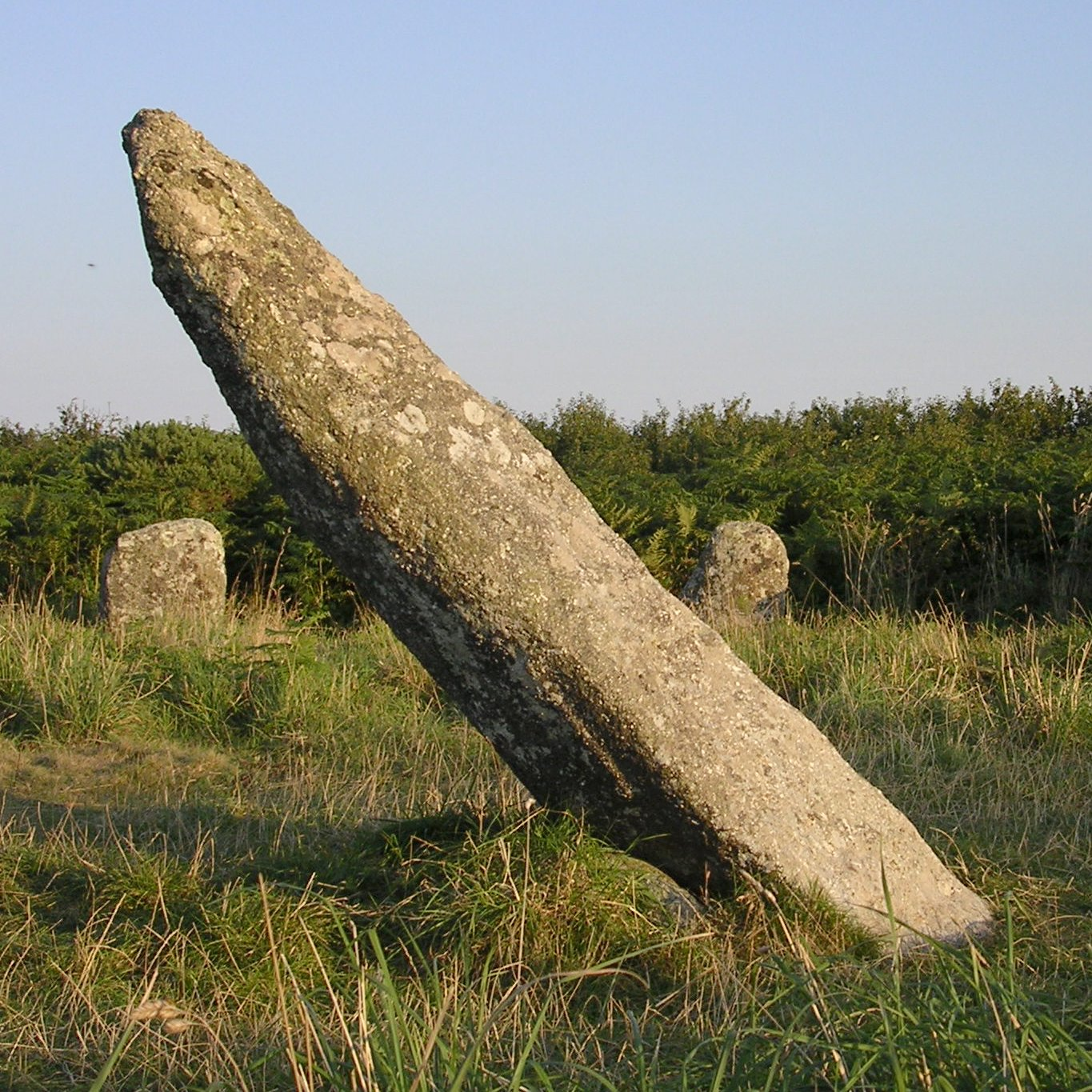
سنگ مرکزی

در غرب دایره شکاف بزرگی وجود دارد که از بین رفتن سنگ‌ها را نشان می‌دهد. اما این شکاف ممکن است ورودی به سازه باشد. سنگ مرکزی ۲٫۷ متر طول دارد، اما به دلیل تمایل شدید آن به شمال شرقی، نوک آن فقط ۲٫۰ متر از سطح زمین فاصله دارد. برخی محققان ادعا می‌کنند که سنگ مرکزی نشان دهنده نرینگی است و سنگ کوارتز نشان دهنده قدرت‌های زنانه حلقه است.

## تاریخ
این دایره سنگی در عصر برنز ساخته شد؛ و نام آن به زبان کورنیشی است، در بریتانیای پس از روم پادشاهی بود که احتمالاً شامل کورنوال می‌شد. در دوره احیای زبان و فرهنگ کورنیش ", هنری جنر در سال ۱۹۲۸ " انجمن " کورنیش " را بنیان نهاد.
ویلیام کامدن دایره سنگی را در بریتانیا (حدود سال ۱۵۸۹) اینگونه شرح داده‌است: در مکانی به نام بوسکاوین - اون نوزده سنگ به صورت دایره و دوازده فوت از یکدیگر قرار دارند و در وسط دایره یک سنگ ایستاده بزرگتر از بقیه است. کامدن از سنگ مرکزی را زاویه دار نام نمی‌برد اما ویلیام استوکلی در سال ۱۷۴۹ می‌گوید که ممکن است فردی که به دنبال گنج بودهاین زاویه را ایجاد کرده‌است.

## جستارها
دایره‌های سنگی
دایره سنگی پورلاک
فهرست دایره سنگی
دایره سنگی بوسکندان